# Lucio Ballesteros Jaime
Lucio Ballesteros Jaime (Utiel, 1906 - València, 1 juliol de 2008) va ser un periodista i poeta espanyol.

## Biografia
El carrer on va néixer i va viure va marcar aquests primers anys ja era al centre de la vida econòmica i social del gran Utiel de principis de segle xx. Molt aviat, amb tan sols quinze anys, es trasllada a viure a València passant per diversos treballs al llarg de la seva vida: aprenent en un taller de barrets de palla, cambrer, va treballar en un quiosc, i en un taller de teixits (de on va sortir malalt i amb salut deteriorada que implicà la resta de la seva vida). Fins que va trobar faena com oficinista on va exercir molts anys i li va resultar, com ell va dir, "vitalici fins a jubilar-me amb més de mig segle d'ocupació fixa". Amb 25 anys va formar part com a ninot en una de les falles del Mercat de Colom.
Però no va ser fins als 40 anys quan es va dedicar a escriure amb assiduïtat. Començà a escriure els seus treballs, en prosa i en vers, que són publicats en diaris com Las Provincias i La Correspondencia de Valencia i en revistes com La Setmana Gràfica i València Atracción. També participà, com a redactor, en la Hoja del Lunes de València amb una popular secció anomenada «La Brújula de los domingos».
Va mantenir una bona relació amb els escriptors i artistes valencians de la Segona República com Lalo Muñoz, Genaro Lahuerta, Josep Renau, Joan Renau, Pascual Pla y Beltrán, Francesc Almela i Vives i José Ombuena, entre d'altres, assistint a les reunions literàries de la Sala Blava. Va participar en tertúlies literàries en el "bar Galícia" i posteriorment en "el Gat Negre" on sorgirà el 1949 l'Agrupació literària "Amics de la Poesia de València", de la qual serà soci fundador al costat de Ricardo de Val Muñoz i altres escriptors i artistes. També va ser tertulià del "cafè Colon".
Al desembre de l'any 1999 va ser nomenat Fill Predilecte d'Utiel, la seva filla Amparo va recollir el títol i va lliurar a l'M.I. Ajuntament d'Utiel un poema que Lucio Ballesteros Jaime havia escrit per a l'ocasió, titulat "Pare meu Utiel". A la ciutat ha rebut diversos homenatges i mostres d'afecte d'amics i poetes, molts són els que li han dedicat poesies, com Maria Pérez Yuste, José Enrique Ejarque Ejarque i Jesús Platero Briz.
Entre els seus llibres en prosa van destacar Así (1953) i Vivir y pensar (1947), i és recordat pels poemes manuscrits i il·lustrats per ell mateix i els seus nets, que per Nadal repartia entre els seus amics. També va col·laborar en diversos llibres de la fira i festes d'Utiel, Sant Isidre i en llibres fallers tant d'Utiel com de València.
Va morir l'1 de juliol de 2008 a València i va ser enterrat al cementiri d'Utiel.
L'onze de desembre de 2015 l'Associació Cultural Serratilla en col·laboració amb l'Ajuntament de la localitat li dedicà un homenatge en la Casa de Cultura d'Utiel en reconeixement de la seva persona i la seva obra. Aquest mateix dia es va inaugurar un mural ceràmic en la seva casa natal al carrer Cavera.

## Obra[calcitació]
Autor de diversos llibres de poemes, un dels primers, Impresiones líricas, va ser prologat pel catedràtic don Joan de Contreras López de Ayala, marquès de Lozoya.
Llibres de poesia
- Impresiones líricas (1930). La premsa assenyala en 1934 que «En aquest llibre de versos es mostra un poeta ... Aquí hi ha el que necessita el vers per ser poesia: emoció, una emoció ardent i gairebé religiosa suggerida per diversos temes o a el xoc de qualsevol sensació espiritual ..." Per al professor i mestre José Enrique Ejarque Ejarque "Lucio Ballesteros ens va regalar la modèstia de la simplicitat, la senzillesa nua de l'etern. Els seus versos són com un alè fresc. Molt lluny de riqueses i oripells, ens ofereix la innocència, la llàgrima, el reflex».[cal citació]
- Poesías (1934)
- Aún. Libro de amor y poesía (1940)
- Poemas del Alba (1942)
- Tiempo feliz. Poemas de infancia (1943)
- Abril en los labios (1944)
- Toda la vida (1944)
- Alma sin eco.
- Verónica (1945)
- Veinte poemas fútiles (1946)
- Arruza (1946)
- Aire para tu sombra
- Otros vienen detrás (1949)
- Horas de oficina (1950)
- El aire dormido en la rama (1951)
- Hablo del sueño (1952)
- Tiempo de ti (1953)
- Cantos fundamentales (1954)
- Hablo de mi (1954)
- Límite de la Rosa.
- Tiempo de amor (1957)
- Caudal (1958)
- Oyendo a la cigarra (1959)
- Versos para alumbrar la Navidad (1959)
- Canciones a mar y río (1960-Prólogo Vicente Andrés Estellés)
- Cancionero de Utiel (1961)
- Cantares (1963)
- Poesía de Cuenca (1963)
- Canciones (1964)
- 25 sonetos asonantes (1967)
- 37 décimas (1967)
- Son y alabanza de la primavera (1968)
- Contreras (1967)
- Los sueños y otros poemas (1969)
- Villancicos (1969)
- Poemas de infancia (1972)
- Aire para tu sombra